# کیش‌تاپولتسا
کیش‌تاپولتسا (به مجاری:  Kistapolca) یک شهرداری در مجارستان است که در ناحیه شیکلوش واقع شده‌است. کیشتاپولتسا ۳٫۵۷ کیلومتر مربع مساحت و ۲۱۵ نفر جمعیت دارد.